# Чрномерец
Чрномерец (хорв. Črnomerec) — исторический район и городская четверть (административный район) столицы Хорватии города Загреба.
Городская четверть (хорв. gradska četvrt) образована согласно Уставу города Загреба от 14 декабря 1999 года, ранее это был одноимённый муниципалитет.
Район включает в себя часть Загреба от Илицы (начиная от улицы Австрийской Республики) до городских окраин на склонах Медведницы.
Согласно данным 2001 года, площадь четверти составляла 24,33 км ², численность населения — 38 762 человека.

## История и современность
«Чрномерец» — это название ручья и бывшего села на западной стороне городской общины. Упоминается впервые в средние века; так, согласно данным 1631 года в Чрномерце было 13 жилых домов.
Сейчас на Чрномерце сосредоточены загребские военные, церковные, медицинские и образовательные учреждения, суд, трамвайно-автобусный терминал (основан в 1910 году), завод «Плива» (Pliva), несколько крупных торговых центров.
Среди исторических памятников Чрномерца: средневековая крепость Медведград на холме над Лукшичем и Рудольфовы казармы XIX века.

## Транспорт
Главная транспортная артерия Чрномерца — ул. Илица.
Среди общественного транспорта в городской четверти — трамваи № № 2, 6, 11, которые соединяют центр города и трамвайно-автобусный терминал, а также № 1, который соединяет центр города и западную железнодорожную станцию. Также в четверти курсирует несколько автобусных маршрутов.